# 陳留郡 (劉宋)
陳留郡，中國南朝宋時設置的僑郡。

## 沿革
宋明帝泰始二年（466年），失豫州淮西地，陳留郡為北魏所攻佔。後以南豫州境內的豫州陳留郡流民僑置陳留郡（今安徽省壽縣西南），屬南豫州，領七僑縣：浚儀、小黃、雍丘、白馬、襄邑、封丘、尉氏。
齊高帝建元二年（480年），南豫州併入豫州，陳留郡改屬豫州。後省併白馬、襄邑、封丘、尉氏四縣。至此，陳留郡領三僑縣：浚儀、小黃、雍丘。東昏侯永元二年（500年），豫州刺史裴叔業據壽陽降於北魏，陳留郡遂入北魏。
北魏宣武帝景明元年（500年），以齊之豫州置楊州，陳留郡仍屬之。梁武帝普通七年（526年），剋北魏壽陽城，改其楊州為豫州，陳留郡仍屬之。太清元年（547年），改豫州為南豫州，陳留郡仍屬之。東魏孝靜帝武定六年（548年），因侯景之亂取南朝梁南豫州，復為楊州，陳留郡仍屬之。至此，陳留郡領二僑縣：浚儀、雍丘。
陳宣帝太建五年（573年）北伐，攻佔北齊楊州，復為豫州，陳留郡仍屬之。北周靜帝大象元年（579年），攻佔南朝陳豫州，復為楊州，陳留郡仍屬之。至此，陳留郡領三僑縣：浚儀、小黃、雍丘。
隋文帝開皇三年（583年），廢陳留郡及其領縣入安豐縣，直屬楊州。

## 太守
- 蘇烈，字休文，武邑人，齊武帝永明中在任。[9]
- 裴叔業，河東聞喜人，齊武帝永明中領。[10]
- 崔高客，清河人，北魏宣武帝時為楊州開府掾，帶太守。[11]
- 李神，恒農人，北魏時在任，領狄丘戍主。[12]
- 潘永基，字紹業，長樂廣宗人，北魏時任西硤石戍主，治陳留郡事。[13]
- 錢蕆，梁武帝時在任。[14]